# Norbert Friedrich
Norbert Friedrich (* 26. Oktober 1962 in Hagen) ist ein deutscher Historiker und evangelischer Theologe.
Friedrich war von 1991 bis 1994 und von 1998 bis 2002 Wissenschaftlicher Mitarbeiter und Wissenschaftlicher Assistent an der Evangelisch-Theologischen Fakultät der Ruhr-Universität Bochum. 1996 wurde er an der Ruhr-Universität Bochum mit einer kirchengeschichtlichen Arbeit über den Theologen und Politiker Reinhard Mumm zum Dr. phil. promoviert. Er ist seit 2002 Vorstand der Fliedner-Kulturstiftung in Düsseldorf-Kaiserswerth. Dort baute er das erste Museum zur Geschichte der Krankenpflege auf.
2009 wurde er zum Prädikanten der Kirchengemeinde Kaiserswerth ordiniert. Seit 2022 ist er Honorarprofessor an der Fliedner Fachhochschule Düsseldorf, wo er Ethik und Geschichte der sozialen Professionen lehrt.
Seine Forschungsschwerpunkte sind Kirchliche Zeitgeschichte, Diakoniegeschichte, Kirchengeschichte des 19. und 20. Jahrhunderts sowie Geschichte des sozialen Protestantismus. Er ist Vorsitzender der Historischen Kommission zur Erforschung des Pietismus.

## Veröffentlichungen (Auswahl)
- „Die christlich-soziale Fahne empor!“ Reinhard Mumm und die christlich-soziale Bewegung (= Konfession und Gesellschaft, 14). Kohlhammer, Stuttgart 1997, ISBN 3-17-014978-4.
- (Hrsg. mit Traugott Jähnichen): Protestantismus und soziale Frage. Profile in der Zeit der Weimarer Republik (= Bochumer Forum zur Geschichte des sozialen Protestantismus, Bd. 1), Lit, Münster 2000.
- (Hrsg. mit Martin Friedrich, Traugott Jähnichen, Jochen-Christoph Kaiser): Sozialer Protestantismus im Vormärz (= Bochumer Forum zur Geschichte des sozialen Protestantismus, Bd. 2), Lit, Münster 2001.
- (Hrsg. mit Traugott Jähnichen): Gesellschaftspolitische Neuorientierungen des Protestantismus in der Nachkriegszeit (= Bochumer Forum zur Geschichte des sozialen Protestantismus, Bd. 3), Lit, Münster 2002.
- (Hrsg. mit Traugott Jähnichen): Sozialer Protestantismus im Nationalsozialismus. Diakonische und christlich-soziale Verbände unter der Herrschaft des Nationalsozialismus (= Bochumer Forum zur Geschichte des sozialen Protestantismus, Bd. 4), Lit, Münster 2003.
- (Hrsg. mit Traugott Jähnichen): Sozialer Protestantismus im Kaiserreich: Problemkonstellationen – Lösungsperspektiven – Handlungsprofile (= Bochumer Forum zur Geschichte des sozialen Protestantismus, Bd. 6), Lit, Münster 2005.
- Geschichte der sozialen Ideen im deutschen Protestantismus. In: Helga Grebing (Hrsg.): Geschichte der sozialen Ideen in Deutschland. Sozialismus – Katholische Soziallehre – Protestantische Sozialethik. Ein Handbuch, Klartext, Essen 2000, S. 867–1102, 2. Auflage Wiesbaden 2005.
- In guten Händen. Menschen in der Kaiserswerther Diakonie. Droste, Düsseldorf 2005.
- (Hrsg. mit Christine-Ruth Müller, Martin Wolff): Diakonie pragmatisch. Der Kaiserswerther Verband und Theodor Fliedner, Neukirchener Theologie, Neukirchen-Vluyn 2007.
- Der Kaiserswerther. Wie Theodor Fliedner Frauen einen Beruf gab, Wichern-Verlag, Berlin 2010.
- (Hrsg. mit Uwe Kaminsky, Roland Löffler): The Social Dimension of Christian Missions in the Middle East, Steiner, Stuttgart 2010.
- (Hrsg. mit Martin Wolff): Diakonie in Gemeinschaft. Perspektiven gelingender Mutterhaus-Diakonie, Neukirchener Theologie, Neukirchen-Vluyn 2011.
- „Ich bin der Weinstock, ihr seid die Reben“ (Joh. 15,5). 60 Jahre Diakonissenmutterhaus Ariel (Zöcklersche Anstalten) in Göttingen-Weende. Rückblick und Ausblick. Fliedner-Kulturstiftung, Kaiserswerth 2011.
- Pflegemuseum Kaiserswerth. Katalog zur Dauerausstellung, Klartext, Essen 2013.
- (Hrsg. mit Thorsten Nolting): Die Geschichte der Diakonie Düsseldorf, Diakonie Düsseldorf, Düsseldorf 2013.
- (Hrsg. mit Klaus Baumann, Christian Dopheide, Johannes Eurich, Astrid Giebel, Beate Hofmann, Traugott Jähnichen, Frank Otfried July, Jörg Kruttschnitt, Martin Wolff): Diakonie-Lexikon. Vandenhoeck & Ruprecht, Neukirchen-Vluyn/Göttingen 2016.
- (Hrsg. mit Traugott Jähnichen, Isolde Parussel): Neue Heimat finden – Auf Vielfalt vertrauen – Im Revier leben! Migration und Religionen im Ruhrgebiet. Spenner, Kamen 2019, ISBN 978-3-89991-214-2.
- mit Uwe Kaminsky: Im Mittelpunkt steht der Mensch. Zur Entwicklung psychiatrischer und psychotherapeutischer Versorgung in der Kaiserswerther Diakonie. K-West Verlag GmbH, Essen 2022, ISBN 978-3-948365-18-9.